# Yandex
Yandex (tiếng Nga: Яндекс) là một công ty web lớn của Nga với hơn 60% người dùng web ở Nga sử dụng (Số người sử dụng vẫn đang tăng). Yandex là công ty tìm kiếm lớn thứ 4 trên thế giới (theo Comscore) với hơn 150 triệu lượt tìm kiếm mỗi ngày và khoảng 50 triệu người dùng thường xuyên. Phương châm của công ty là người dùng có thể tìm thấy câu trả lời cho mọi câu hỏi của họ. Yandex cũng có thị phần lớn ở Ukraina và Kazakhstan cùng với 43% thị phần ở Belarus và Đức. Yandex được thành lập bởi Arkady Volozh, Arkady Borkovsky và Ilya Segalovich.
https://yandex.ru được đánh giá là trang web có nhiều lượt xem nhất. Nó được tập trung phát triển ở bốn nước ngoài Nga: Ukraine, Belarus, Kazakhstan và Thổ Nhĩ Kỳ. Một công ty khác là Yandex Lab có trụ sở ở San Francisco. Yandex cùng với Naver của Hàn Quốc, Baidu của Trung Quốc, seznam.cz của Séc là những trang tìm kiếm địa phương được sử dụng nhiều nhất. Một số trình duyệt web hiện nay cài mặc định Yandex là trang tìm kiếm mặc định của phiên bản tiếng Nga. Hãng có thông báo không thấy trang (error 404) tương đối đẹp.
Các sản phẩm khác của công ty là trình duyệt web (Yandex Browser, tương tự như Google Chrome) Yandex Direct (tạm dịch: Yandex trực tiếp), lưu trữ thông tin đám mây (Yandex Disk) và Yandex Blog cùng với các chức năng tương tự với Google (tìm kiếm, mail, bản đồ,... ngoài ra hãng còn có các cửa hàng mua bán trực tiếp giống như Amazon.com).